# Чорноліський ландшафтний заказник
Чорнолі́ський зака́зник — ландшафтний заказник загальнодержавного значення в Україні. Розташований у Знам'янському районі Кіровоградської області, в межах однойменного масиву «Чорний ліс». 
Площа 3491 га. Створений згідно з постановою Ради Міністрів УРСР від 11 вересня 1980 року з метою охорони одного з найбільших лісових масивів на межі лісостепової і степової зон. 
У межах заказника розташована пам'ятка природи Болото «Чорний ліс», де збереглася з льодовикової епохи реліктова флора. Планується об'єднати території масиву «Чорний ліс», ділянки долини річки Інгулець та розташованого північніше лісового масиву «Чута» (Дмитрівсько-Чутівський ліс) для створення Чорнолісько-Дмитрівського національного природного парку. Існує припущення, що ці два масиви в минулому були одним лісовим комплексом, але у зв'язку з вирубуванням лісу і перетворенням площ на ріллю стали окремими масивами.

## Фізико-географічні умови
Територія заказника розташована на вододілі річок Інгул, Інгулець і Тясмин, в межах Придніпровської височини. Поверхня розчленована ерозійними формами рельєфу: борознами, водориями, балками. Ліси є типово плакорними з середньою висотою 200 метрів над рівнем моря до 245 м. Клімат помірно-континентальний, кількість опадів 450–475 мм. Ґрунтове різноманіття представлене темно-сірими опідзоленими ґрунтами, чорноземами опідзоленими, реградованими, лучно-чорноземними, чорноземно-лучними, лучно-болотними і болотними ґрунтами.
Охороняються ліси з домінуванням дубу черешчатого або звичайного та грабу з кленом гостролистим і польовим, липою серцелистою, в'язом граблистим, ясеном, березою повислою. Підлісок утворюють ліщина, калина, бруслина бородавчаста та ін. Багатий трав'яний покрив (медуниця, тюльпан дібровний, цибуля ведмежа, хохлатка рожева і біла, фіалка лісова, пролісок, валеріана, в'язіль строкатий, копитняк європейський, суниця лісова, цибуля ведмежа). Ділянки штучно створених насаджень є прикладом захисного лісорозведення середини XIX ст.
Серед тваринного світу типові і рідкісні представники: сарна європейська, вепр, лось, лисиця, куниця, заєць-русак, вивірка звичайна, єнот уссурійський, олень японський, борсук; з птахів — червоний шуліка, канюк степовий, балабан, голуб-синяк, куріпка сіра та ін.